# Pedraza (Colombie)
Pour les articles homonymes, voir Pedraza.
Pedraza est une municipalité située dans le département de Magdalena en Colombie.